# Verfransing
Verfransing is het proces van taal- en cultuurassimilatie waarbij oorspronkelijk niet-Franstaligen of oorspronkelijk niet-Franstalige gebieden overgaan op het Frans. Het kan hierbij om minderheden of meerderheden gaan. De term wordt gebruikt in de taalkunde, de geschiedeniswetenschap en de sociologie.

## Voorbeelden
In verschillende historisch-geografische, sociologische en/of politieke situaties doet of deed zich het verschijnsel voor, dat niet-Franstaligen het Frans overnemen als primaire gebruikstaal, de taal van hun dagelijks leven.
- Dit kan het gevolg zijn van een vrijwillig en individueel proces, wanneer iemand zich wil integreren in een Franstalig land.
- Daarnaast kan het ook het gevolg zijn van een centraliserende en autoritaire politiek waarmee in vorige eeuwen het Frans werd opgelegd aan niet-Franstalige gemeenschappen in de periferie van de Franse staat, met name de Basken, Bretons, Corsicanen, Catalanen, Elzassers en Vlamingen in Frankrijk.
- Dit verschijnsel beperkte zich niet tot Frankrijk zelf, maar trad in het recente verleden bijvoorbeeld ook op in België in oorspronkelijk niet of niet-overwegend Franstalige gebieden, dan wel twee- of meertalige, langs of bij de taalgrens, die in 1963 door politieke ontwikkelingen en de taalwetten onder Franstalig beheer kwamen, en daardoor sindsdien naar eentaligheid tenderen, zoals de exclave Komen-Waasten, Moeskroen en de Platdietse streek.
- In de Voerstreek vond en vindt gedeeltelijk een omgekeerde ontwikkeling plaats. Dan spreekt men van vernederlandsing ook wel verkeerdelijk vervlaamsing genoemd.

## Ontfransing
Deze term werd door Guido Fonteyn eind 2012 gelanceerd. Hij maakte een analyse van de uitslag van de gemeenteraadsverkiezingen (oktober 2012) in de Vlaamse gemeenten rond Brussel. Hij concludeerde dat er voor het eerst een achteruitgang was van het aantal stemmen op Franstalige lijsten. Volgens hem beantwoordt dit aan een sociologische evolutie, waarbij de voorbije emigratie van Franstalige Brusselse burgerij naar de Vlaamse rand gestopt is; meer nog, de tweede of derde generatie van die Franstaligen hebben geen moeite (meer) met het Nederlands, integendeel ze zien hierin een kans op betere tewerkstelling. Deze trend (2013) blijkt ook uit het dalend aantal Franstaligen uit de faciliteitengemeenten die een beroep doen op de omzendbrief Peeters, waarbij ze een Franse versie kunnen vragen van een Nederlands officieel document.